# Summerfield (Ohio)

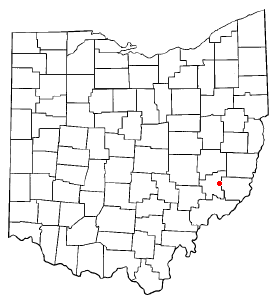
Summerfield na planie stanu Ohio

Summerfield – wieś w USA, w hrabstwie Noble, w stanie Ohio.
Liczba mieszkańców w 2010 roku wynosiła 254, a w roku 2012 wynosiła 252.